# Lida
Lida (bjeloruski: Лі́да, ruski: Ли́да) je grad u zapadnoj Bjelorusiji u Grodnenskoj oblasti.

## Povijest
Grad je počeo da nastaje 1180. godine. Od polovice 13. stoljeća do 1795. godine bio je u sastavu Velike Kneževine Litve. Od 1323. do 1328. litavski velikoknez Gediminas sagradio je dvorac od opeke. Godina 1380. općenito se smatra godinom osnivanje grada. Nakon podjele Poljsko-Litavske Unije 1795. Lida postaje dio Ruskog Carstva. Grad je uvelike bio uništen za vrijeme francuske okupacije 1812., tako da je 1817. godine imao samo 1.366 stanovnika. U sljedećim godinama grad se počeo jače razvijati grade se dvije tvornice piva, željeznička pruga, željezara i škole. Tako da je Lida 1914. godine imala gotovo 40 tvornica.
Tijekom Prvog svjetskog rata Lida je okupirana od strane njemačkih vojnika. Godine 1919. Crvena armija osvaja grad, a već u ožujku dolaze Poljaci. U sljedećih godinu dana vode se borbe između Poljaka i Crvene armije.  30. rujna 1920. vođena je velika bitka na rijeci Njemen u kojoj su Poljaci zarobili 10.000 sovjetskih vojnika.Iako je grad 1920. Moskovskim mirovnim ugovorom ustupljen Litvi, Poljska nije potpisala ugovor. Te je u skladu s novim Rigškim mirovnim ugovorom iz 1921. grad pripojen Poljskoj u čijem je vlasništvu bio do 1939. godine. Grad je teško stradao u Drugom svjetskom ratu. Od lipnja 1941. do srpnja 1944., bio je okupiran od strane njemačkih vojnika koji su ubili 25.149 ljudi. Od velike židovske zajednice je preživjelo samo 200 Židova. Početkom rujna 1944., Lida je pripojena Bjelorusiji i Grodnskoj regiji.

## Zemljopis
Grad se nalazi u blizini granice s Litve, 160 kilometara zapadno od Minska i 110 istočno od Grodna.

## Stanovništvo
Godine 2009. u gradu je živjelo 97.692 stanovnika, dok je prosječna gustoća naseljenosti 3.900 stan./km2

## Poznate osobe
- David ben Aryeh Leib, aškenazki rabin
- Yitzchak Yaacov Reines, rabin osnivač Cionizma
- Konstanty Gorski, (1859. – 1924.), poljski skladatelj i violinist
- Stefan E. Warschawski, (1904–1989), matematičar
- Pola Raksa, (1941–) glumac
- Aleksander Zyw, (1905. – 1995.) glumac

## Gradovi prijatelji
- Koszalin Poljska
- Ełk, Poljska
- Jēkabpils, Latvija

## Vanjske poveznice
- Službena stranica grada  Arhivirana inačica izvorne stranice od 25. studenoga 2016. (Wayback Machine)

### Ostali projekti
|  | Zajednički poslužitelj ima još gradiva o temi Lida |